# Thomson-Lampe
Die Thomson-Lampe (Thomson’s lamp) ist ein Gedankenexperiment, das 1954 vom britischen Philosophen James F. Thomson formuliert wurde und die Möglichkeit von supertasks (das Erledigen unendlicher Aufgaben (tasks) in einer endlichen Zeit) erörtern soll.

## Beschreibung

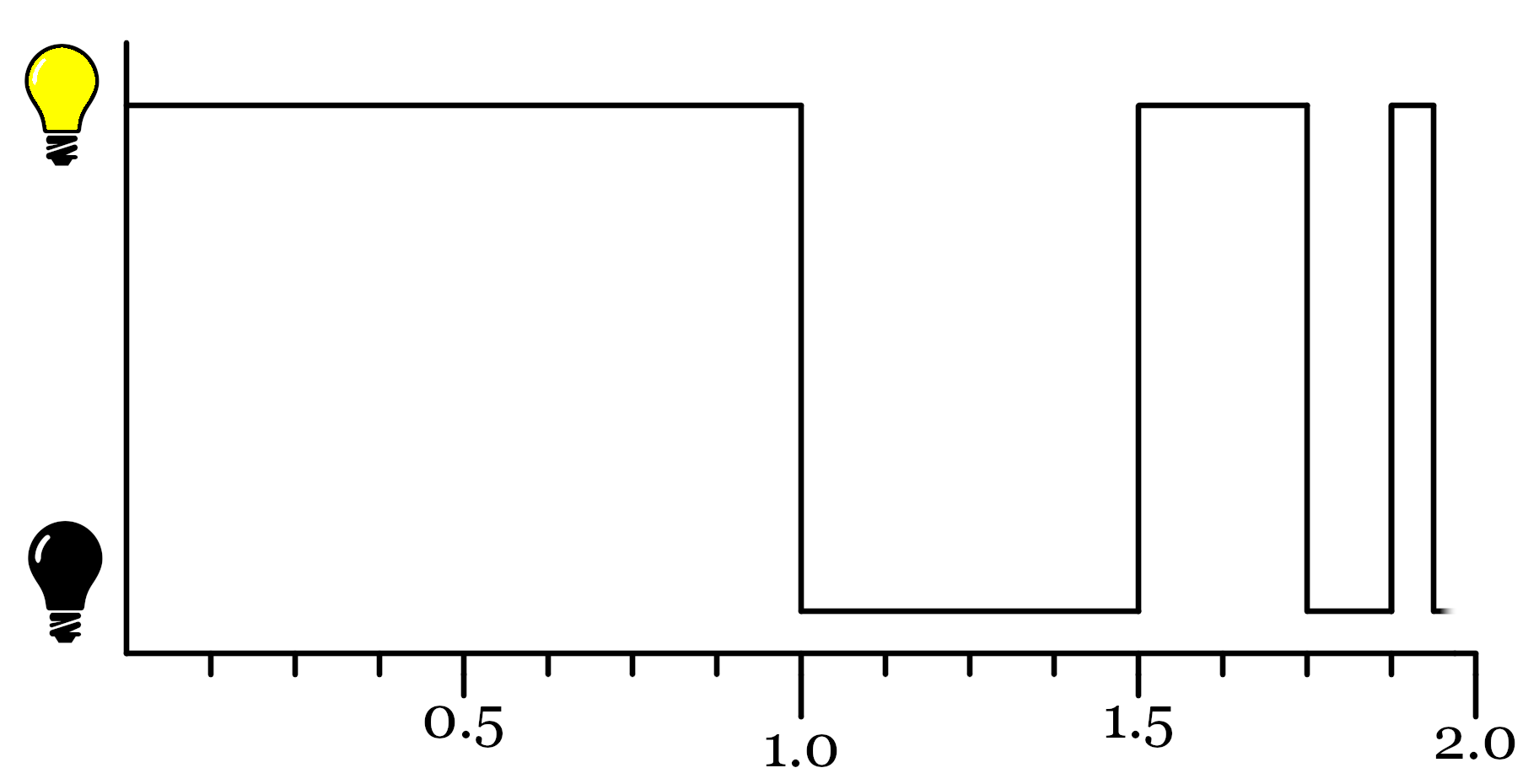
Thomson-Lampe

An die Paradoxien von Zenon von Elea anlehnend (besonders Achilles und die Schildkröte), beschreibt Thomson folgenden Versuchsaufbau: Man stelle sich eine Lampe mit einem Kippschalter vor. Einmaliges Umlegen des Schalters schaltet die Lampe ein. Ein weiterer Tastendruck schaltet die Lampe aus. Angenommen, es gäbe ein Wesen, das in der Lage ist, folgendes zu tun: Es startet eine Stoppuhr und schaltet die Lampe ein. Nach einer Minute schaltet es sie wieder aus. Nach einer weiteren halben Minute schaltet es sie wieder ein. Nach einer weiteren Viertelminute schaltet es sie aus. Nach einer weiteren Achtelminute schaltet es sie wieder ein etc., wobei es jedes Mal den Schalter umlegt, nachdem er genau die Hälfte der Zeit gewartet hat, die er zuvor gewartet hat. Die Summe dieser unendlichen Reihe von Zeitintervallen beträgt genau zwei Minuten (geometrische Reihe).
Die Frage ist nun, ob nach den zwei Minuten die Lampe an oder ausgeschaltet ist. Thomson räsoniert, dass das Beantworten der Frage zu einem Paradoxon führe: Wenn die Lampe angeschaltet ist, müsste das Wesen in einem infinitesimalen Zeitabstand die Lampe wieder ausschalten, und wenn sie ausgeschaltet ist, mit dem gleichen Grund wieder anschalten. Daraus folgert Thomson, dass das Vollbringen von supertasks (ein Begriff, den er selbst für das Gedankenexperiment geprägt hat) nicht möglich sei.

## Verhältnis zur Grandi-Reihe
Dieses Gedankenexperiment weist eine große Ähnlichkeit mit der Grandi-Reihe auf, welche aus der alternierenden Summe von Einsen besteht:
{\displaystyle 1-1+1-1+\dotsb }
Guido Grandi folgerte nach einigen Umformungen, die man dem Artikel zur Grandi-Reihe entnehmen kann, das paradox erscheinende Ergebnis von {\displaystyle 1/2}, also die Hälfte zwischen 0 und 1. Schon Thomson selbst erkannte die Ähnlichkeit zu seinem Gedankenexperiment, wenn man die 0 als ausgeschalteten und 1 als angeschalteten Zustand der Lampe interpretiert. Allerdings verwirft er die Vorstellung, dass das Ausrechnen einer arithmetischen Reihe beim Lösen des Gedankenexperimentes helfen könnte.

## Andere Analysen und Lösungsvorschläge
1962 argumentierte Paul Benacerraf, dass hier gar kein logischer Widerspruch bestehe, sondern die Beschreibung unterbestimmt sei: Zwar wird gesagt, welcher Zustand die Lampe nach endlich vielen Schritten hat, aber nicht, welchen sie nach genau zwei Minuten hat. 1996 konstruierten John Earman und John D. Norton durch Hinzunahme weiterer plausibler Prämissen zwei Erweiterungen des Gedankenexperimentes, wo die Lampe jeweils nach zwei Minuten ein- und nach zwei Minuten ausgeschaltet ist. Dafür nimmt man an, eine Metallkugel hüpft auf einer leitfähigen Platte, wobei sie jedes Mal ein wenig tiefer springt, bis sie auf der Platte zum Stillstand kommt. Die Kugel ist nach dem ersten Aufprall 1 Minute lang in der Luft, nach dem zweiten Aufprall eine halbe Minute, nach dem dritten eine Viertel Minute etc. Jedes Mal, wenn die Kugel auf die Platte trifft, schaltet sich die Lampe ein, weil die Kugel einen Stromkreis schließt. Nach zwei Minuten ruht die Kugel und die Lampe leuchtet. Andersherum kann man sagen, dass der hüpfende Ball bei jedem Treffer den Stromkreis unterbricht. Dann ist die Lampe nach zwei Minuten ausgeschaltet. In beiden Fällen kann man entscheiden, ob die Lampe ein- oder ausgeschaltet ist, und es gibt keinen Widerspruch.